# Ferocactus hamatacanthus

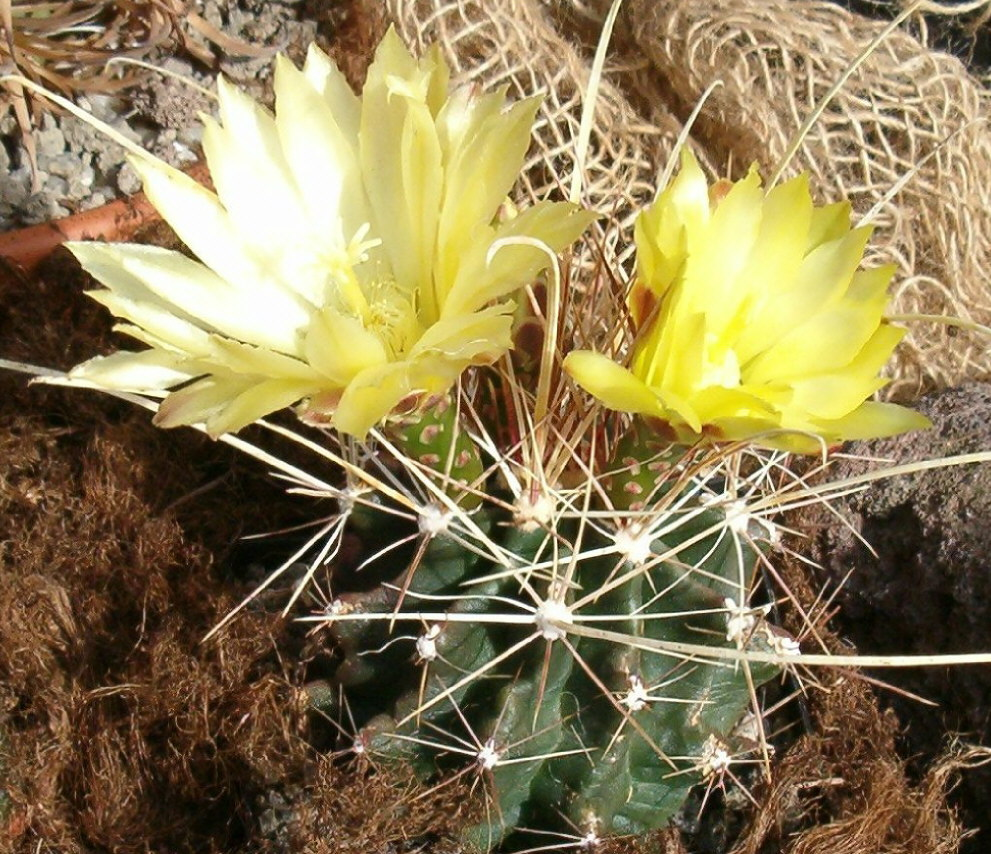
Ferocactus hamatacanthus subsp. sinuatus

Ferocactus hamatacanthus ist eine Pflanzenart aus der Gattung Ferocactus in der Familie der Kakteengewächse (Cactaceae). Das Artepitheton hamatacanthus leitet sich vom lateinischen Wort hamatus für ‚hakig‘ sowie dem griechischen Wort akanthos für ‚Dorn‘ ab und verweist auf die hakigen Mitteldornen der Art. Trivialnamen sind „Mexican Fruit Cactus“, „Texas Barrel Cactus“, „Turk’s Head Barrel Cactus“, „Turk’s Head Cactus“, „Viznaga“ und „Viznaga Barrel Cactus“.

## Beschreibung
Ferocactus hamatacanthus hat einen einfachen, kugeligen bis eiförmigen bläulich-grünen Körper, der eine Wuchshöhe von 60 Zentimetern erreicht. Der Scheitel ist etwas eingesenkt, mit gelblichem Wollfilz und von Dornen überragt. Die 13 bis 17 geraden oder etwas schief zusammengedrückten Rippen sind bis zu 5 Zentimeter hoch und mit scharfen Längsfurchen fast in Höcker zerlegt. Die zuerst kreisförmig, mit kurzer, schmaler Verlängerung über das Stachelbündel hinaus befindlichen Areolen sind 6 bis 7 Millimeter im Durchmesser. Sie sind später vergrößert, elliptisch, bis 12 Millimeter lang, mit gelbweißem, später vergrauendem Wollfilz, aus dem die kurz kegelförmigen, 2 bis 4 Millimeter langen verlängerten extraflorale Nektarien hervortreten. Die Areolen sind ein bis drei Zentimeter voneinander entfernt. Die 8 bis 12 Randdornen stehen mehr oder weniger aufrecht. Sie sind 7 Zentimeter lang, abgeflacht oder die Kleineren stielrund, die Unterste von ihnen ist zugleich auch die Kürzeste oft nur 1 Zentimeter lang. Die schwach gekrümmten oder verbogenen 4 Mitteldornen stehen meist aufrecht sind sehr spitz und stechend. Sie sind gekantet, angelartig gekrümmt, gerade vorgestreckt oder nach oben gerichtet und erreichen (die Untersten) eine Länge von bis zu 16,5 Zentimeter. Die Dornen im Neutrieb sind oft sehr schön rubinrot, am Grund oft auch gefleckt. Später sind sie hornfarbig und schließlich vergrauend.
Die Blüten entstehen in den Areolen hinter den Nektarien und sind mit 5 bis 7 Zentimeter Länge und 7 bis 9,5 Zentimeter im Durchmesser trichterförmig und kanarien-gelb. Die Früchte reifen erst nach 4 bis 6 Monaten. Sie sind ellipsoidisch, länglich, beschuppt, dünnhäutig und zählen mit einer Größe von 3 bis 5 Zentimeter Länge und 2,5 bis 3 Zentimeter Breite zu den Essbaren. Die grünen bis gräulichen, braunen bis dunkelbraunen Beeren sind sehr sauer und schmecken und riechen nach Weintrauben. Die Samen sind eiförmig bis kugelig, ca. 1,5 Millimeter lang mit ovalem, am Grund schräg gestutztem Hilum und schwarzer, glänzender, fein grubig punktierter Testa.

## Verbreitung, Systematik und Gefährdung
Ferocactus hamatacanthus ist im US-Bundesstaat Texas bei El Paso, sowie in den mexikanischen Bundesstaaten Chihuahua, Coahuila, Durango, Nuevo León, San Luis Potosi bis in Höhenlagen von 2000 Meter beheimatet.
Die Erstbeschreibung als Echinocactus hamatacanthus wurde 1846 von Friedrich Mühlenpfordt veröffentlicht. Nathaniel Lord Britton und Joseph Nelson Rose stellten die Art 1922 in die Gattung Ferocactus. Ein nomenklatorisches Synonym ist Hamatocactus hamatacanthus (Muehlenpf.) F.M.Knuth (1936).
Es werden folgende Unterarten unterschieden:
- Ferocactus hamatacanthus subsp. hamatacanthus
säulenförmige Pflanzen von bis 60 cm Höhe und 30 cm Durchmesser
- Ferocactus hamatacanthus subsp. sinuatus (A.Dietr.) N.P.Taylor
kugelige, bis 30 cm hohe Pflanzen

In der Roten Liste gefährdeter Arten der IUCN wird die Art als „Least Concern (LC)“, d. h. als nicht gefährdet geführt.

## Nachweise